# チェス (ソフトウェア)
チェスはmacOSに標準で付属しているコンピュータチェスソフトウェア。Mac OS X v10.0から搭載されている。ライセンスはGNU General Public Licenseで、"About Chess" よりソースコードを入手できる。一部のMacハードウェアを購入すると、Freeverse SoftwareのBig Bang Board Gamesも付属することがあるが、Big Bang Chessよりこちらのほうがシンプルである。NEXTSTEPの頃から開発環境のDemoソフトとしてバンドルされていた。
駒と盤はそれぞれ四種類のスキンが選べる。難易度が変更可能である。なお、盤はデフォルトでは上から覗き込む恰好であるが、マウスボタンの長押しをし動かすことで角度を水平面に近づけたり回転が可能である。マイクを使った音声での駒の移動が可能で、コンピューターの各手も音声でスピーチ可能（英語のみ）。
macOS Sequoiaでは、OS X Mountain Lion以来のアップデートが行われており、デザインが変更された。